# Cross the Styx
Cross the Styx è il primo album del gruppo musicale Sinister, pubblicato nel 1992.

## Tracce
1. Intro – 1:30
2. Perennial Mourning – 2:58
3. Sacramental Carnage – 3:00
4. Doomed – 5:09
5. Spiritual Immolation – 3:28
6. Cross the Styx – 4:53
7. Compulsory Resignation – 3:51
8. Corridors to the Avyss – 2:09
9. Putrefying Remains – 3:21
10. Epoch of Denial – 3:45
11. Perpetual Damnation – 4:13
12. Outro – 0:52

## Formazione
- Mike van Mastrigt - voce
- Aad Kloosterwaard - batteria
- Ron van de Polder - basso, chitarra
- Andre Tolhuizen - chitarra